# Márcio-André
Márcio-André de Sousa Haz (Rio de Janeiro, 2 de março de 1978) é um escritor, cineasta, pesquisador sonoro e violinista brasileiro. Ele se apresenta no cenário literário e performático usando o primeiro nome Márcio-André e como cineasta usa Sousa Haz.

## Biografia
Márcio-André de Sousa Haz graduou-se em Letras e é mestre em poética pela Universidade Federal do Rio de Janeiro. Em 2008, recebeu a Bolsa Fundação Biblioteca Nacional, pelo livro de ensaios Poética das Casas e, em 2009, foi poeta-em-residência em Monsanto, Portugal. Deu curso de formação avançada em escrita criativa e poesia sonora na Universidade de Coimbra e de teoria literária na Universidade Federal do Rio de Janeiro, além de inúmeras oficinas de poesia sonora em escolas secundárias de Portugal.
Em 2007, ganhou as páginas dos jornais ao fazer uma “conferência” suicida na cidade fantasma de Chernobyl. Nesta sua performance-de-um-homem-só (que chamou de “Conferência Poético-Radioativa de Pripyat”), Márcio-André permaneceu seis horas lendo seus poemas em meios aos escombros da cidade abandonada de Pripyat (Chernobyl), na chamada Zona de Exclusão, correndo deliberadamente risco de contaminação radioativa por césio 137 e estrôncio 90. Após o evento, recebeu a alcunha de “primeiro poeta radioativo do mundo”. Essa performance resultou no livro Ensaios Radioativos, onde ele descreve a experiência de contaminação.
Eventualmente colabora com jornais como O Globo e o Jornal do Brasil e é articulista do caderno Pensar, do Estado de Minas. É também tradutor de Gilles Ivain, Serge Pey, Ghérasim Luca, Mathieu Bénézet, Paul Valéry e Hagiwara Sakutaro.

## Literatura
Participante da chamada “Geração 00”, Márcio-André tem sido considerado um dos mais relevantes poetas das novas gerações no Brasil e um dos mais polêmicos ensaístas da atualidade. Com três livros publicados, foi editor-chefe da revista binacional (Brasil/Portugal) de arte e literatura Confraria (ISSN 1808-6276) e fundador, ao lado de Victor Paes e Karinna Gulias, da Confraria do Vento. Participou de várias edições do CEP 20.000 (Centro de Experimentação Poética) e foi idealizador, junto com o poeta Guilherme Zarvos, do website Cepensamento.
Fez leituras no Encontro Internacional de Poetas da Universidade de Coimbra(Portugal), no Marché de la Poésie (França), no Encuentros de Interrogacion (Argentina) e em muitos outros eventos nacionais, como Balada Literária, Rave Cultural, Cartografia Web Literária, Flip, Fórum das Letras, Flap, Festipoa e outros. Seus poemas estão traduzidos e publicados em espanhol, francês, inglês, italiano, finlandês, holandês e catalão.
Seus livros tem inspirado os mais diversos estudos acadêmicos, tais como a pesquisa de Ronaldo Ferrito, na UFRJ, e o projeto Pólis Mínima, de Laurie Cristine Tavares. Seu poema “O objeto” deu origem a uma peça coral do compositor Jean-Pierre Caron, recentemente apresentada em Bogotá, e seu livro Intradoxos está sendo adaptado para o cinema pela cineasta Paula Gaitán.

## Performance e poesia sonora
Artista multimídia, Márcio-André desenvolve pesquisa na área da poesia sonora e da música falada. Fez apresentações em Paris, Londres, Buenos Aires, Lisboa, São Paulo, Recife, Rio de Janeiro, Porto Alegre e outras cidade, além de peças experimentais para teatro e curtas-metragens. Entre 2004 e 2007, coordenou o grupo “Arranjos para Assobio”, de texturas poéticas e realidades experimentais, atrelado a projeto de pesquisa sonora na UFRJ, sob orientação acadêmica do filósofo Manuel Antônio de Castro. Em 2009, fez performance com o poeta americano, fundador da L=A=N=G=U=A=G=E Poetry, Bruce Andrews.
Em suas performances, Márcio-André utiliza o computador para processar, em tempo real, timbres percussivos e harmônicos extraídos do violino e da voz. A partir desse processamento, da criação de texturas e da gravação em loop, ele sobrepõe camadas sonoras e vocais até criar uma massa uniforme de textos e timbres. Em suas peças são notadas influências do noisy, da música minimalista e da música oriental, sobretudo pelo uso de cantos tibetanos e de modos do teatro no. Ele se vale, também, de projeções abstratas, videodanças ou vídeos em loop projetados sobre o palco e incorpora diversos outros elementos cênicos nas apresentações.

## Crítica
A obra de M-A tem recebido atenção de diversos canais da crítica especializada. O interesse comum aos críticos que se debruçaram sobre seus livros, em especial Intradoxos, detém-se especificamente em sua insistente proposta de uma racionalidade não linear. No livro “Roberto Piva e Francisco dos Santos”, o crítico português Luis serguilha defendeu que o livro Intradoxos “sobredetermina uma participação singularíssima na poesia actual do panorama brasileiro, através dum arremesso criativo/imaginativo/selvagem/pulsátil contra o lenda da racionalidade. O poeta Renato Rezende, segue o mesmo raciocínio ao apontar, em crítica no Jornal O Globo, o seguinte: “Resgatando o lugar originário (e, portanto, atemporal) da poesia, Intradoxos, ao mesmo tempo, afirma o nosso tempo, o século 21, indicando que não se chega ao sagrado por uma rememoração do passado, mas pela radical afirmação do presente”.. Marcos Pasche, do Jornal do Brasil, por sua vez, vai buscar em um outro livro tal perplexidade: “Os Ensaios radioativos de Márcio-André nos apontam o cristalino e lutulento lago do existir, convidando-nos ao mergulho”.

## Livros
- Leonardo contra Paris (Cofraria do Vento, 2016)
- Poemas apócrifos de Paul Valéry (Cofraria do Vento, 2014)
- Ensaios Radioativos (Calibán, 2008)
- Confraria 2 anos (organização, 2007)
- Intradoxos (Confraria do Vento, 2007)
- Cazas (plaquete) (Coleção Mímeo, 2006)
- Música Cuântica (plaquete) (Coleção Mímeo, 2003)
- Movimento Perpétuo (Editora UFRJ, 2002)

## Principais publicações em antologias e revistas
- Revista Be My Mafia Family! São Paulo: online e kindle, 2010.
- Poetas do Mundo VI. Coimbra, Afrontamento, 2010.
- Revista Tèchne. Itália, 2010
- Diário de Sintra: reflexões sobre o filme de Paula Gaitán, org. de Rodrigo de Oliveira, 2010.
- Revista Tuli & Savu, n° 56. Helsinque, Finlândia, 2009.
- Revista Poesia Sempre, n° 30. Fundação Biblioteca Nacional, 2009.
- O que é poesia?”, org. por Edson Cruz, 2009.
- Revista Oficina de Poesia, n° 12. Portugal, 2009.
- Revista Sibila. São Paulo: Martins, agosto de 2009.
- Revista Calliban, n°12. Fortaleza: Calliban Editorial, fevereiro de 2009.
- Revista literária Polichinelo, n°10. Belém do Pará, 2009.
- Vaia, periódico de literatura e arte. Porto Alegre, 2009.
- Days in Sintra: a poetry of forgetfulness”, tradução de Karinna Gulias, in Folder of Tribeca Film festival, Nova York, 2008.
- Revista Kirjailija. Finlândia, 2008.
- O Casulo, literatura contemporânea, n° 10. São Paulo, 2008.
- Revista Letras en línea. Santiago del Chile, 2008.
- Avocado Magazine. Convenry, Reino Unido, 2008.
- SèrieAlfa fulls temporals d'art i literatura. Valência, Espanha, 2008.
- Revista Não Funciona, n° 10. São Paulo, 2007.
- O Globo Online. Coluna do Noblat. 24 de novembro de 2007
- Revista Germina Literatura, n° 18, São Paulo, 2007.
- Cepensamento 20000, Rio de Janeiro, 2007.
- Revista Zunai, 2007.

## Pincipais apresentações
- Polyphonic Baobab Embolada (com o poeta inglês Jonathan Morley - Teatro Sergio Porto, Rio de Janeiro, 2008).[25]
- Vertebrae (com o poeta galego Miro Villar - Teatro Acadêmico Gil Vicente, Coimbra, 2009)
- Indivisível: poema-polifonia para vozes, violino, penduricalhos e processamento eletrônico (Sé-catedral de Idanha-a-velha [Portugal, 2009], Livraria Trama [Lisboa, 2009], Cineclube Zoom [Barcelos, 2009])[26]
- Indivisible: poem-polyphony for voices, violin, electronic processing, bells and wistles.  (Upstairs at the Bath House [Londres, 2009] e Nightblue Fruit Poetry [Coventry, 2009])
- Mantra orgânico para vozes, violino elétrico e processamento de matéria (Galeria O B_arco, São Paulo, 2009)
- Estudo Quantum-polifônico no. 1 (Saraiva Mega Store, Recife, 2009)
- Leitura com o poeta Bruce Andrews (Estação das Letras em julho de 2009)

## Principais leituras e conferências
- 5ª. Bienal de arte, ciência e cultura da UNE (Fundição progresso, Rio de Janeiro, 2007)
- CEP 20000 (Sergio Porto, Rio de Janeiro, 2007)
- VI Encontro Internacional de Poetas (Palácio Sotto-maior, Coimbra, 2007)
- Marché de la Poesie (Paris, 2007)
- Encuentros de Interrogacion (Funceb, Buenos Aires, 2007)
- Cartografia Web Literária (Sesc Consolação, São Paulo, 2008)
- Café Letrado (Maison de France, Rio de Janeiro, 2008)
- Terças poéticas (Palácios das Artes, Belo Horizonte, 2008)
- Fórum das Letras (Ouro Preto, 2008)
- Festipoa Literária (Porto Alegre, 2009)
- Artimanhas poéticas (Real Gabinete Português de Leitura, Rio de Janeiro, 2009)
- Balada Literária (O b_arco, São Paulo, 2009)
- Rave Cultural (Casa das Rosas, São Paulo, 2009)
- VI Encontro poético da Saraiva (Saraiva, Recife, 2009)
- Filo-café (Orfeão, Porto, 2009)
- Livro@Futuro.com (Oi Futuro, Rio de Janeiro, 2009).
- XI Semana Cultural da Universidade de Coimbra (Faculdade de Letras, Coimbra, 2009)
- Nightblue Fruit poetry (The Tin Angel, Coventry, 2009)
- Oulipo: o jogo da literatura (Forum de Ciência e Cultura, UFRJ, 2009)
- De modo geral (Cinemateque, Rio de Janeiro, 2009)
- Cineclube Zoom (Barcelos, Portugal, 2009)
- Upstairs at the Bath House (Soho, Londres, 2009)
- Encontro com o poeta Márcio-André (Universidade de Coimbra, 2009)